# Scogli Bacili (Curzola)
Gli scogli Bacili o Ivanski (in croato hrid Prvi e hrid Izvanjski) sono una coppia di isolotti della Croazia, nella Dalmazia meridionale, a nord-ovest dell'isola di Curzola. Fanno parte delle isole Curzolane e amministrativamente appartengono al comune di Vallegrande, nella regione raguseo-narentana.

## Geografia
Gli isolotti si trovano nelle acque del canale di Curzola (Korčulanski kanal) a nord-ovest della punta di San Liberano (l'estremità nord-ovest di Curzola) e a nord-est dell'isola di Provescia: 
- Bacili di Mezzogiorno[8] (hrid Prvi), che ha la forma di un chicco di riso, è situato 400 m[9] circa a nord-est dal piccolo promontorio settentrionale di Provescia; lo scoglio ha un'area di 7401 m²[7] e la costa lunga 344 m[7];
- Bacili di Tramontana[10] (hrid Izvanjski), di forma arrotondata, si trova circa 390 m[1] a nord dell'altro e a 640 m dal promontorio settentrionale di Provescia[11]; lo scoglio ha un'area di 5703 m²[7], una costa lunga 274 m[7] e un'altezza di 4,3 m[1] 42°59′42.88″N 16°37′18.19″E.

### Cartografia
- (HR) Mappa topografica della Croazia 1:25000, su preglednik.arkod.hr. URL consultato il 3 settembre 2017.
- G. Giani, Carta prospettiva delle Comuni censuarie della Dalmazia, foglio 9, 1839. Fondo Miscellanea cartografica catastale, Archivio di Stato di Trieste.
- Carta di cabottaggio del mare Adriatico, foglio IX, Milano, Istituto geografico militare, 1822-1824. URL consultato il 27 giugno 2017 (archiviato dall'url originale il 13 aprile 2013).